# Comité Paralímpico Jordano
El Comité Paralímpico Jordano (en árabe: اللجنة البارالمبية الأردنية) es el comité paralímpico nacional que representa a Jordania. Esta organización es la responsable de las actividades deportivas paralímpicas en el país. Es miembro del Comité Paralímpico Internacional y del Comité Paralímpico Asiático.